# Анновка (Добропольский район)
А́нновка (укр. Ганнівка) — село на Украине в составе Добропольского района Донецкой области.
Код КОАТУУ — 1422081101. Население по переписи 2001 года составляет 1 095 человек. Почтовый индекс — 85022. Телефонный код — 6277.

## Краткие сведения
Село центр сельского совета. Расположено на обоих берегах реки Бык в 4 километрах к северо-востоку от районного центра и одноименной ж/д станции. Сельскому совету подчиняются Анновка, Кутузовка, Рубежное. Бывшие населенные пункты Катериновка Сонцовка были присоединены к селу, а Таврическое и Облачное ликвидированы в связи с выселением жителей.

## История

### Российская империя
Село было основано в первой половине 19 столетия и названо в честь помещицы Ганны сестры помещика Енина. Земли на правому берегу реки принадлежали помещику Карпову и Свищу а на левом Енину. До революции село называлось: Карповое, Свищевое, Енивка а позже Катериновка и Ганновка.
В 70—80 годах XIX века на этих землях были найдены залежи угля. В 1883 помещик Иван Енин заложил на своих землях первый рудник, в котором добывал уголь для своих нужд.
В 1905 году на собранные общиною села деньгами была построена школа, с одним классом в 1907 году уже имела три класса.
В 1912 году вблизи села на берегу реки Бык были открыты два рудника.

### Гражданская война 1917—1922
Активное участие в революции принимали такие жители села: И. М. Тремба, Н. И. Булавин, Ф. С. Цикаленко, С. Ф. Пивнев.
В 1919 году в селе был создан комбед, а в 1921 году комсомольская ячейка.

## Адрес местного совета
85022, Донецкая область, Добропольский р-н, с. АННОВКА, ул. Комарова, 48, 2-30-26